# Паризька кліматична угода (2015)
Пари́зька уго́да (також Пари́зька клімати́чна уго́да) — угода в межах Рамкової конвенції ООН про зміну клімату (UNFCCC) щодо регулювання заходів зі зменшення викидів діоксиду вуглецю з 2020 р. Паризька хартія має прийти на зміну Кіотському протоколу. Текст угоди було погоджено на 21-й Конференції учасників UNFCCC у Парижі та прийнято консенсусом 12 грудня 2015. Голова конференції Лоран Фабіус, міністр закордонних справ Франції, зазначив, що цей «амбітний і збалансований» план був «історичною поворотною точкою» у меті зменшення темпів глобального потепління. Угода набрала чинності 4 листопада 2016 року. На відміну від Кіотського протоколу, Паризька кліматична угода передбачає, що зобов'язання зі скорочення шкідливих викидів в атмосферу беруть на себе всі держави, незалежно від ступеня їхнього економічного розвитку.

## Зміст угоди

### Мета
Мета Угоди викладена у 2 розділі — «підсилення впровадження» Рамкової конвенції про зміну клімату шляхом:
«(a) утримання зростання середньої світової температури на рівні значно нижче +2 °C від доіндустріальних рівнів та спрямовувати зусилля на обмеження зростання температури до +1,5 °C від доіндустріальних рівнів, оскільки це значно зменшить ризики зміни клімату та впливи на них;
(b) збільшення здатності адаптуватися до негативних впливів зміни клімату, підтримка протидій змінам клімату, розвиток з низькими викидами парникових газів у спосіб, що не загрожує виробництву харчів;
(c) гармонізація фінансових потоків зі шляхом розвитку, з протидіями змінам клімату та з низькими викидами парникових газів».
Крім того, країни намагатимуться досягти «поворотної точки викидів парникових газів якомога швидше» (оскільки викиди парникових газів надовго затримуються в атмосфері, а розвиток і зростання добробуту бідних і найбідніших країн веде до зростання їхніх викидів парникових газів, існує кумулятивний ефект, тому чим на вищому рівні накопичення парникових газів буде досягнуто поворотної точки — піку, після чого піде падіння, тим більшим буде негативний вплив на клімат, і відповідно, важчими та дорожчими зусилля з мінімізації наслідків).

### Національно-визначений внесок
Участь кожної окремої країни в досягненні світової мети визначається нею індивідуально та має назву «національно-визначений внесок» (НВВ, англ. nationally determined contribution, NDC). Угода вимагає, щоб такий внесок був «амбітним» та встановленим «з метою досягнення цілі Угоди». Щодо участі країна звітує і її переглядають кожні 5 років. Участь країни реєструють у секретаріаті Рамкової конвенції. Кожні наступні параметри участі повинні бути більш амбітними, ніж попередні. Країни можуть кооперуватись і поєднувати свої національно визначені параметри участі. Під час Конференції ООН з питань клімату 2015 країни-учасники встановили собі зобов'язання — «Цільову національно визначену участь» (англ. Intended Nationally Determined Contribution), які будуть слугувати початковою національно визначеною участю, якщо країна не надасть іншу у встановленому Угодою порядку.
Рівень національно визначеної участі кожної країни встановить зобов'язальну мету, як було і в Кіотському протоколі. Однак не буде механізму примусити країну встановити мету в її національно визначеній участі до певної дати чи наслідків, якщо така мета в національно визначеній участі не буде досягнута; буде лише система «іменування та осоромлення».

### Глобальна перевірка
Виконання Угоди всіма підписантами загалом буде оцінюватись кожні 5 років, перша така оцінка — у 2023 році. Результати оцінок будуть використовуватись для встановлення нової національно визначеної участі країн-учасників на наступний період. Глобальна перевірка не буде перевіряти індивідуальну участь/досягнення окремих країн, а буде аналізом, що було глобально досягнуто і що слід ще зробити.

## Історія
У межах Рамкової конвенції ООН про зміну клімату дозволено ухвалювати юридичні інструменти для досягнення цілей Конвенції. На 2008—2012 роки заходи зі зменшення викидів парникових газів були погоджені Кіотським протоколом 1997 року. Обсяг протоколу продовжений до 2020 Доською зміною до нього від 2012.
В 2011 році під час Конференції ООН зі зміни клімату була прийнята Дурбанська платформа (та заснована відповідна робоча група «Ad Hoc Working Group on the Durban Platform for Enhanced Action») з метою узгодження юридичного інструменту для управління заходами з мінімізації зміни клімату після 2020; створений інструмент мав бути прийнятий 2015 року. 
У 2020 році США стали першою країною, що вийшла з угоди. Серед причин виходу з Паризької угоди Президент США Дональд Трамп назвав «несправедливими  економічні обмеження, які вона накладає на американських робітників, бізнесменів і платників податків». Він також наголосив, що дане рішення ухвалено в інтересах американських компаній, що працюють у сфері видобутку корисних копалин.
В свою чергу, наступний Президент США Джо Байден, після вступу на посаду глави держави підписав документ про повернення США до Паризької кліматичної угоди.
20 січня 2025 року, згідно повідомлення CNN, новообраний Президент США Дональд Трамп під час заходу на Capital One Arena, на сцені перед своїми прихильниками, підписав близько десяти Указів, у тому числі про вихід США з Паризької угоди щодо клімату – як і під час свого першого президентського терміну.

### Схвалення

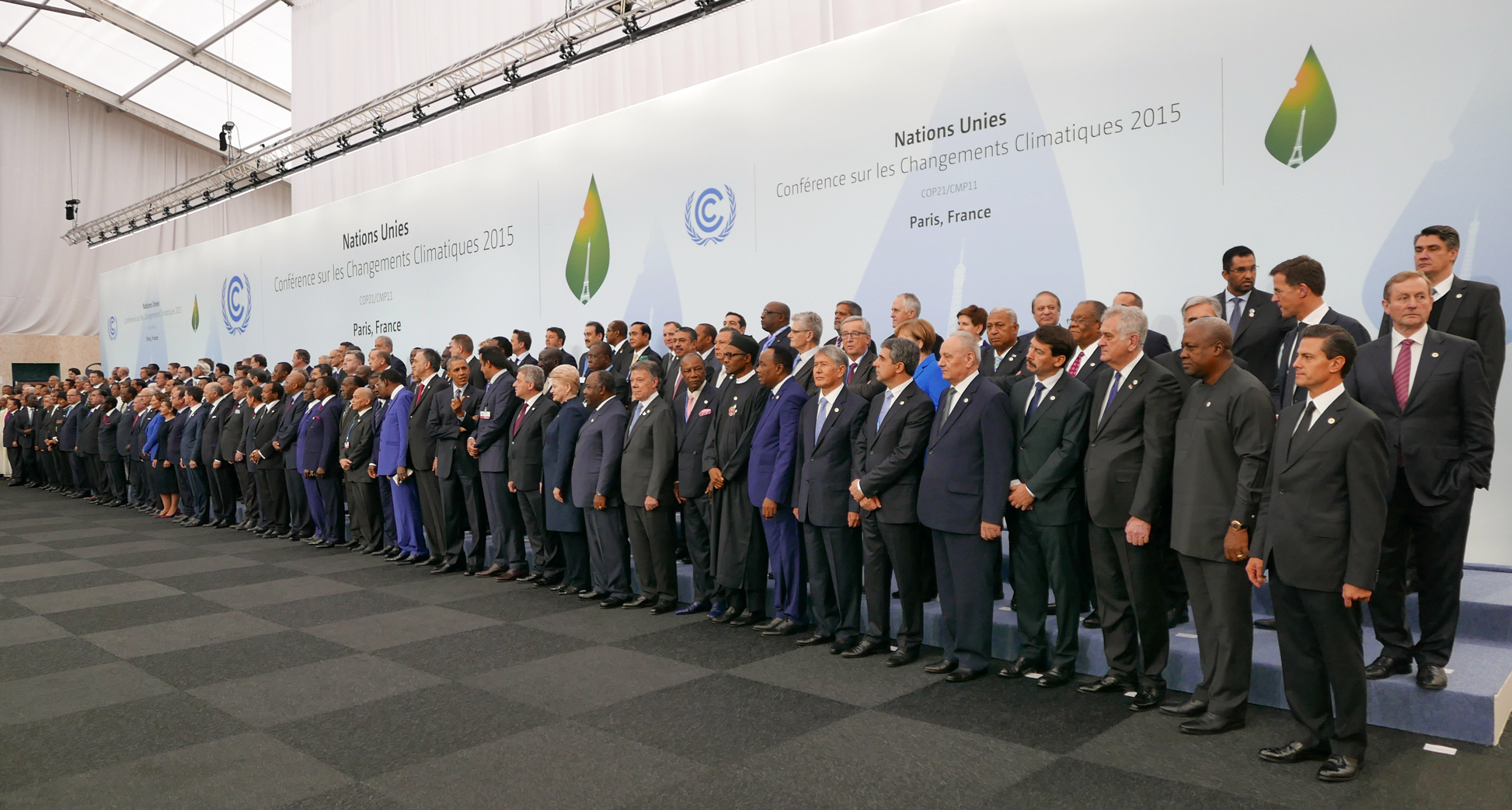
Голови делегацій на Конференції ООН з питань клімату 2015 в Парижі. Петро Порошенко стоїть поруч з Реджепом Таїпом Ердоганом під словом Париж

На завершення 21-ї Конференції зі зміни клімату 12 грудня 2015 остаточний текст Паризької угоди був погоджений консенсусом всіх 195 країн-підписантів Рамкової конвенції та Європейського Союзу з метою зменшення викидів як частини зусиль зі зменшення незв'язаних обсягів парникових газів. На 12-ти сторінках Угоди учасники бр

### Набрання чинності
Угода стала доступною для підписання у квітні 2016 року для всіх 197 учасників Рамкової конвенції ООН про зміну клімату (всі члени ООН та Острови Кука, Ніуе, Палестинська держава та Європейський Союз). Угода набере чинності лише, якщо її ратифікують/схвалять не менше 55 країн які виробляють не менше 55 % світових викидів парникових газів.
Президент США Барак Обама схвально висловився про Угоду як «амбітну» та «історичну», проте наступний президент Трамп відкинув угоду. Після завершення строку президентства Трампа, наступний президент Байден, у перший день своєї каденції розпорядився щодо поновлення участі США у Пазизькій угоді.
Станом на 26 липня 2016 року, угоду підписали 177 країн та Європейський Союз. 22 з цих країн ратифікували угоду.

## Україна
Україна підписала Угоду 22 квітня 2016 року в Нью-Йорку та була однією з перших держав, що її ратифікували. Верховна Рада України її ратифікувала 14 липня 2016 року. Президент України Петро Порошенко підписав закон «Про ратифікацію Паризької угоди» 1 серпня 2016 року.
Наприкінці липня 2021 року уряд України затвердив Оновлений національний визначений внесок України до Паризької Угоди, згідно з яким актуальна кліматична мета України — скоротити до 2030 року викиди парникових газів до рівня 35% порівняно з 1990 роком. Водночас у 2019 році викиди парникових газів в Україні вже були меншими на 62,4% порівняно з 1990 роком внаслідок занепаду промисловості після розпаду СРСР, економічних криз та війни на Донбасі. Тож якщо брати за точку відліку останній рік перед початком пандемії COVID-19, то уряд України зобов’язується знизити викиди парникових газів на 7% до 2030 року порівняно з доковідним 2019 роком. З огляду на це кліматична мета України оцінюється міжнародними дослідниками як «вкрай недостатня» для утримання глобального потепління на рівні 1,5–2°С, а отже як така, що йде всупереч Паризькій угоді.

## Критика
Хоча узгодження тексту Угоди було схвалено багатьма, у тому числі Генеральним секретарем ООН Пан Гі Муном, одразу з'явилась і критика. Так професор Джеймс Гансен, колишній вчений НАСА та експерт зі зміни клімату, висловив свій гнів щодо того, що більша частина Угоди складається з «обіцянок» або цілей, а не з жорстких установок.
Альберт Гор зазначив, що «жодна угода не є ідеальною, і цю з часом обов'язково слід зробити більш жорсткою, але тепер групи у кожному секторі суспільства почнуть зменшувати небезпечне вуглецеве забруднення в рамках цієї угоди».

## Конференції
З метою впровадження угоди проводяться щорічні конференції її учасників:
- 1-ша — Марракеш, Марокко, 7-18 листопада 2016 року — Конференція ООН з питань клімату 2016
- 2-га — Бонн, Німеччина, 6-17 листопада 2017 року — Конференція ООН з питань клімату 2017

## Доповіді МГЕЗК
9 серпня 2021 року МГЕЗК  оприлюднила шостий звіт - про кліматичні зміни за станом на 2021 рік і майбутніх ризики для людства на найближче сторіччя. Повний документ налічує майже 4 тис. сторінок, містить детальні прогнози для різних регіонів Землі і є продуктом кропіткої роботи кращих кліматологів і інших учених з різних країн.